# Ken Shamrock
Kenneth Wayne 'Ken' Shamrock, geboren als Kenneth Wayne Kilpatrick (Warner Robins, 11 februari 1964), is een Amerikaans MMA-vechter en voormalig professioneel worstelaar binnen de World Wrestling Federation. Hij won gedurende zijn carrière onder meer het Pancrase Openweight Champion en het UFC Superfight Championship. Hij vocht één titelgevecht voor het UFC-kampioenschap lichtzwaargewicht (tot 93 kilo), maar verloor dit middels een technische knock-out van Tito Ortiz.
Shamrock was op 12 november 1993 een van de acht vechters die een eendaags afvaltoernooi uitvochten tijdens UFC 1, het eerste evenement in de geschiedenis van de UFC. Winnaar Royce Gracie en hij waren in 2003 ook de eerste vechters die werden opgenomen in de  UFC Hall of Fame.
Shamrock is de oudere (adoptie)broer van Frank Shamrock, de eerste wereldkampioen tot 93 kilo van de UFC.

## Kampioenschappen en prestaties

### Mixed Martial Arts
- George Tragos/Lou Thesz Professional Wrestling Hall of Fame
  - George Tragos Award (2020)
- Ultimate Fighting Championship
  - UFC Superfight Champion (3 keer) (Eerste)
  - UFC Hall of Fame Inductee
  - One successful title defense
  - One title retention (Draw, UFC 7)
  - Langste gevecht in de geschiedenis van UFC (36 minuten) - tegen Royce Gracie bij UFC 5
  - UFC Viewer's Choice Award

- Pancrase Hybrid Wrestling
  - King of Pancrase (1994) (Eerste)
  - King of Pancrase Tournament winnaar
  - Eerste kampioen in Pancrase
- Pride Fighting Championships
  - Pride Grand Prix 2000 Finals Superfight winnaar

- World Mixed Martial Arts Association
  - WMMAA Heavyweight Champion (1 keer)

- Black Belt Magazine
  - 2000 Full-Contact Fighter of the Year
- Wrestling Obsever Newsletter
  - Feud of the Year (2002) - tegen Tito Ortiz
  - Feud of the Year (2006) - tegen Tito Ortiz

### Professioneel worstelen
- Battle Championship Wrestling
  - BCW Tag Team Championship (1 keer) - met Carlo Cannon
- Pro Wrestling Illustrated
  - PWI Most Improved Wrestler of the Year (1997)
  - Gerangschikt op nummer 8 van de top 500 single worstelaars in de PWI 500 (1998)
  - Gerangschikt op nummer 226 van de top 500 single worstelaars in de PWI Years in 2003

- South Atlantic Pro Wrestling
  - SAPW Heavyweight Championship (1 keer)
  - SAPW Heavyweight Chapionship toernooi (1991)

- Total Nonstop Action/Impact Wrestling
  - NWA World Heavyweight Championship (1 keer)
  - Gauntlet for the Gold (2002 - zwaargewicht)
  - Impact Hall of Fame 2020

- WWF
  - WWF Intercontinental Championship (1 keer)
  - WWF Tag Team Championship (1 keer met Big Boss Man)
  - King of the Ring (1998)
  - WWF Intercontinental Championship Toernooi (1998)

## In worstelen
- Aanval en kenmerkende bewegingen
  - Ankle lock toe hold
  - Cradle suplex
  - Guillotine choke
  - Rear naked choke
  - Side belly to belly suplex
  - Headscissors takedown
  - Heel hook
  - Jumping calf kick
  - Key lock
  - Kneebar
  - Roundhouse kick